# Piru (mitologia)
Piru nella mitologia finlandese può corrispondere ad uno o più spiriti malvagi della foresta e nel folclore è spesso descritto come uno o più gnomi oppure troll.
La mitologia careliana riprende pressoché le descrizioni finlandesi.

## Tradizione orale
Contrariamente ad altri spiriti, che in genere sono legati a determinati luoghi, i Piru possono vagare nella ricerca di vittime appropriate in cui insediarsi prendendone possesso di corpo e mente riducendo la vittima in malattia o farle assumere dei comportamenti pazzeschi, oppure dei cambi completi di personalità e fino ad avere bisogno di un esorcismo. 

I Piru possono anche entrare nelle abitazioni e compiere la loro opera malvagia all'interno di esse, possono apparire anche in forma di uomo o donna per sedurre le loro vittime e sono rapitori di bambini.

## Letteratura
Sebbene non appaia per nome nelle canzoni popolari finlandesi documentate, con l'avvento del Cristianesimo, nella lingua finlandese i preti ridefinirono Piru come uno dei tanti nomi del Diavolo e ad oggi (e così come avviene con Perkele) la stessa parola viene usata come una delle più comuni imprecazioni. Lo stesso Michele Agricola nella sua traduzione del nuovo testamento nella lingua finlandese utilizzò Piru per definire il diavolo e fece lo stesso quando descrisse le usanze dei Careliani. 

Nelle danze folcloristiche dei tempi cristiani, Piru diventa una punizione per i peccatori.